# 鬼頭春二
鬼頭 春二（きとう はるじ、1952年4月11日 - ）は、日本の政治家。元群馬県みなかみ町長（1期）。

## 来歴
群馬県みなかみ町出身。1971年（昭和46年）3月、群馬県立沼田高等学校卒業。同年4月、月夜野町役場に入庁。2010年（平成22年）5月、町役場を退職し、副町長に就任。
2017年（平成29年）10月15日に行われたみなかみ町長選挙で現職の岸良昌が元町議の前田善成に敗れ、それに伴い鬼頭も10月で副町長を退任した。退職後は農業に従事した。
2018年（平成30年）9月18日、みなかみ町長の前田善成が2度目の不信任決議を受けて失職。10月23日告示、10月28日執行の町長選挙に立候補し、無投票で初当選した。
2022年（令和4年）10月2日執行の町長選挙で再選を目指すも元町議の阿部賢一に敗れ落選。